# Prodasineura
Prodasineura – rodzaj ważek z rodziny pióronogowatych (Platycnemididae). Obejmuje gatunki występujące w Azji. Są to ważki o smukłym ciele; samce są zazwyczaj czarne, w niebieskie, czerwone lub żółte paski.

## Systematyka
W 1933 roku Fraser zaproponował utworzenie rodzaju Cycloneura dla kilku gatunków ważek umieszczonych przez Selysa w rodzaju Alloneura, pierwotnie (1860) w podrodzaju Alloneura, później w większości przeniesionych do podrodzaju Disparoneura. Kirby w 1890 roku zmienił nazwę podrodzaju Alloneura (która okazała się zajęta) na Caconeura, sklasyfikował Caconeura i Disparoneura jako osobne rodzaje. Późniejsi autorzy do Caconeura nadal zaliczali owe gatunki przeniesione przez Selysa do Disparoneura, w tym także Fraser, który zaproponował wydzielenie ich do osobnego rodzaju. W 1934 roku Cowley wykazał, że opis Frasera nie spełnia wymogów Międzynarodowego kodeksu nomenklatury zoologicznej (brak dokładnego zdefiniowania rodzaju, nie został wyznaczony gatunek typowy), a ponadto proponowana nazwa jest już zajęta przez Cycloneura Marshall, 1896 w rodzinie grzybiarkowatych. Cowley zdefiniował rodzaj na nowo i nadał mu nazwę Prodasineura, będącą anagramem nazwy Disparoneura.
Rodzaj ten był zaliczany do nieuznawanej już rodziny Protoneuridae bądź do rodziny Disparoneuridae. W 2013 roku Dijkstra et al. w oparciu o badania filogenetyczne włączyli Disparoneuridae do pióronogowatych w randze podrodziny (Disparoneurinae).

### Podział systematyczny
Do rodzaju należą następujące gatunki:

- Prodasineura abbreviata Lieftinck, 1951
- Prodasineura auricolor (Fraser, 1927)
- Prodasineura autumnalis (Fraser, 1922)
- Prodasineura bolavenensis Katatani, 2019
- Prodasineura coerulescens (Fraser, 1932)
- Prodasineura collaris (Selys, 1860)
- Prodasineura croconota (Ris, 1916)
- Prodasineura delicatula (Lieftinck, 1930)
- Prodasineura doisuthepensis Hoess, 2007
- Prodasineura dorsalis (Selys, 1860)
- Prodasineura flammula Lieftinck, 1948
- Prodasineura fujianensis Xu, 2006
- Prodasineura gracillima (Selys, 1886)
- Prodasineura haematosoma Lieftinck, 1937
- Prodasineura hanzhongensis Yang & Li, 1995
- Prodasineura hoffmanni Kosterin, 2015
- Prodasineura hosei (Laidlaw, 1913)
- Prodasineura humeralis (Selys, 1860)
- Prodasineura hyperythra (Selys, 1886)
- Prodasineura integra (Selys, 1882)
- Prodasineura interrupta (Selys, 1860)
- Prodasineura kong Phan & Ngo, 2020
- Prodasineura laidlawii (Förster in Laidlaw, 1907)
- Prodasineura lancastrei Phan & Ngo, 2020
- Prodasineura lansbergei (Selys, 1886)
- Prodasineura longjingensis (Zhou, 1981)
- Prodasineura nigra (Fraser, 1922)
- Prodasineura notostigma (Selys, 1860)
- Prodasineura odoneli (Fraser, 1924)
- Prodasineura palawana Lieftinck, 1948
- Prodasineura peramoena (Laidlaw, 1913)
- Prodasineura poncei Villanueva & Cahilog, 2013
- Prodasineura quadristigma Lieftinck, 1951
- Prodasineura sangkhla Keetapithchayakul, Makbun, Ignatius & Phan, 2024
- Prodasineura sita (Kirby, 1893)
- Prodasineura tenebricosa Lieftinck, 1937
- Prodasineura theebawi (Fraser, 1922)
- Prodasineura verticalis (Selys, 1860)
- Prodasineura yulan Dow & Ngiam, 2013